# Zito (político)
José Camilo Zito dos Santos Filho ou simplesmente Zito (Paulista, 15 de outubro de 1952) é um político brasileiro e empresário, filiado ao Partido Verde (PV). Foi deputado estadual do Rio de Janeiro, além de vereador e prefeito de Duque de Caxias. 
Vários membros da sua família já exerceram cargos políticos. Sua ex-esposa, Narriman Zito, foi prefeita de Magé entre os anos 2000 e 2004 pelo PSDB. Sua atual esposa, Claise Maria Zito, foi eleita deputada estadual em 2010.
Entre suas filhas, Linda Zito foi candidata a vereadora em Duque de Caxias e em Nova Iguaçu, não conseguindo se eleger.  Sua outra filha, Andreia Zito, se elegeu deputada estadual em 1998 e em 2002 e deputada federal em 2006 e em 2010, não conseguindo se eleger em 2014 e 2018. 
Seu irmão, Waldir Camilo Zito dos Santos, foi prefeito de Belford Roxo entre 2000 e 2004 pelo PPS, não se candidatando a reeleição. Em 2008, foi candidato a vereador do mesmo município.

## Biografia
José Camilo Zito dos Santos Filho veio da pequena cidade pernambucana de Paulista com a família. Então com um 1 ano de idade, viajou para o Rio de Janeiro com sua irmã Maria José (Zezinha), de 4 anos, e seus pais, Luzia Fernandes dos Santos e José Camilo dos Santos, o Zé do Fumo, enfrentando 8 dias de viagem na boléia de um caminhão em busca de novas oportunidades em um centro mais desenvolvido. A família foi recebida por parentes já instalados em Duque de Caxias, sendo acolhidos por uma cidade já cheia de emigrantes nordestinos.
Inquieto, Zito começou a trabalhar aos 7 anos de idade, ajudando seu pai em pequenos ofícios. Não era difícil encontrar o jovem pela cidade. Gostava de subir os morros para vender peixe nas partes mais altas. Carregava latas, galões ou frutas por diversos cantos do município para ajudar a família. Já na adolescência vivenciaria as diferenças sociais do estado ao passar a vender pipas em Copacabana, bairro pobre de Caxias, percebendo a desigualdade social presente.
Zito passou a intercalar as partidas de futebol, seu próprio comércio (no bairro Dr. Laureano) e a busca por melhorias para seu povo como guarda municipal, tornando-se um líder nato em Caxias e sendo reconhecido como um verdadeiro guerreiro. Ainda jovem, casou-se e teve sua primeira filha, Andreia Zito, e afinou suas reivindicações de melhoria junto às autoridades, sendo convidado para ingressar em uma expressiva carreira política. As enchentes de 1988 foram peça chave para Zito se abrir para a vida pública, uma catástrofe que vitimou mais de duas mil pessoas. Demonstrando uma forte liderança comunitária, ele atendeu ao chamado e enfrentou Hydekel Freitas, ex-prefeito e remanescente da ditatura em Duque de Caxias.

### Carreira Política
Foi eleito vereador em Duque de Caxias pelo PTR em 1988 com 1.770 votos. Em 1992, foi reeleito pelo PSB, e entre 1993 e 1994 ocupou o cargo de presidente da Câmara Municipal. Em 1994, foi eleito deputado estadual pelo PSDB e em 1996 se elegeu prefeito de Duque de Caxias. Foi reeleito em 2000 com 315.679 votos, o mais alto índice de votação do país em cidades com mais de 200 mil habitantes: 81,6%. No auge de sua carreira política, chegou a ter 90% de aprovação e promoveu candidaturas de sua então mulher, Narriman Zito, e de outros parentes, em cidades vizinhas.

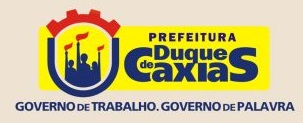
Logo da 3ª Gestão (2009 - 2012)

Em 2006, foi eleito como o deputado estadual mais votado, com 204.880 votos. Em 2008 foi eleito pela 3° vez como prefeito de Duque de Caxias, vencendo o pleito no 1º turno com 245.218 votos (53,34% dos válidos), esse feito foi histórico, ele se tornou o primeiro político a ser eleito três vezes prefeito de Duque de Caxias.  Entre 2007 e 2010 foi o presidente do PSDB do Rio de Janeiro.
Em 2012 tentou a reeleição pelo PP, mas ficou em 3° lugar, sendo ultrapassado por Washington Reis e Alexandre Cardoso (PSB), que acabou vencendo o pleito em segundo turno. Novamente candidato em 2016, terminou em quarto lugar com 20,09% dos votos válidos. Em 2024, concorreu pelo PV e acabou derrotado em primeiro turno por Netinho Reis (MDB), somando 28,25% dos votos válidos.
Em 2014, foi eleito deputado estadual para a Legislatura 2015-2019 com 24.491 votos. Em março de 2015, foi um dos dois únicos deputados a votar contra o projeto que acabava com a revista íntima em visitantes de presídios do estado. No mês seguinte, votou a favor da nomeação de Domingos Brazão para o Tribunal de Contas do Estado do Rio de Janeiro, nomeação que foi muito criticada na época.
Legado:
Criou um projeto anti enchentes na cidade. Dragou rios, canalizou o rio Jacatirão, o canal São José e a praça do galo. Conhecido como o prefeito que tirou o povo da lama, urbanizou aproximadamente 7.500 ruas, dando asfalto para os moradores, essa ação foi responsável pela abertura de comércios na cidade. O Parque Gráfico da Globo, a pedra fundamental, o teatro Raul Cortez com arquitetura de Oscar Niemeyer e o Vale das Laranjeiras do Fluminense tiveram início no seu mandato. Realocou 150 famílias em um ano e meio dando moradias mais dignas. Foi responsável pelo IPTU social, isentando 100.000 pessoas da taxa. Por conta da influência de Leonel Brizola, a educação teve muito espaço em seu governo, resultando em mais de 60 mil crianças nas escolas e abaixando o índice de abandono escolar.